# John Cho
John Cho (nascido Cho Yo-han; Seul, 16 de junho de 1972), é um ator e músico estadunidense nascido na Coreia do Sul, conhecido por seus papéis nos filmes American Pie (1999-2003) e Harold & Kumar filmes (2004-presente). Mais recentemente, Cho interpretou o piloto Hikaru Sulu no filme de Star Trek (2009). Atuou no drama de televisão 'FlashForward' como agente Demitri Noh e na segunda temporada da série O Exorcista como Andy Kim,um viúvo que adota alguns órfãos.

## Carreira
Cho começou sua carreira depois de se formar em Berkeley, quando se mudou para Los Angeles e trabalhou com a companhia asiática de teatro East West Players. Lá, ele apareceu no The Taste of Kona Coffee de Edward Sakamoto em 1996 e no filme de Euijoon Kim My Tired Broke Ass Pontificating Slapstick Funk em 2000. Ele ganhou atenção com um pequeno papel como "MILF Guy # 2" na comédia americana de 1999, em que ele popularizou o termo de gíria "MILF". Cho retomou o papel em três seqüências American Pie 2, American Pie: O Casamento, e na última edição da American Reunion em que ele tem um papel muito maior. O personagem inicialmente não tinha nome, mas recebeu o nome de "John" no terceiro filme.
Ele teve um papel bem sucedido como Harold Lee no Harold & Kumar Gory White, em 2004, e repreendeu o papel no Harold & Kumar Escape, de Guantánamo, no ano de 2008, que arrecadou US$ 38 milhões e novamente em A Very Harold & Kumar 3D Christmas, que fez US$ 35 milhões. 
O papel de Cho na franquia popular foi escrito especificamente para ele por Hayden Schlossberg, e Cho relatou que quando Schlossberg se aproximou primeiro dele com o papel, ele era inicialmente suspeito. Cho convidou-se para o filme Charmed como um fantasma em 1998 e foi uma das estrelas da comédia de curta duração Off Center em 2001-2002. Ele era um costar do agora desaparecido Fox Conflito Confidencial com base no livro best-seller de Anthony Bourdain. Ele teve papéis de apoio na Evolution, uma comédia de ficção científica dirigida por Ivan Reitman, Down to Earth, estrelado por Chris Rock e Bowfinger, com Steve Martin.
Em 2007, Cho foi adicionado ao elenco de Ugly Betty como um personagem recorrente. Cho interpreta Kenny, uma melhor amiga do contador Henry Grubstick (interpretado por Christopher Gorham). Cho estreou como o timoneiro Hikaru Sulu no longa-metragem de J. J. Abrams, Star Trek. Manohla Dargis, do The New York Times, o elogiou, juntamente com Anton Yelchin, Chris Pine e Zachary Quinto, por ter feito seus papéis "em última instância, e de maneira maravilhosa, seus próprios". Cho apareceu no disco musical "Be a Nigger Too", juntamente com várias celebridades, e teve uma aparição convidada na sitcom How I Met Your Mother, no episódio "I'm Not That Guy", onde ele fez um parceiro em um Escritório de advocacia maligna. Do último, Staci Krause da IGN, escreveu que Cho era "o ladrão da cena neste episódio" e que "definitivamente gostaria de ver mais ele" na série. De 2009 a 2010, Cho estrelou na série de televisão FlashForward como agente especial do FBI Demetri Noh. Seu personagem estava inicialmente previsto para ser morto durante a única temporada do show, mas, logo depois no cinema, seu personagem Sulu em Star Trek impulsionou sua popularidade, os produtores revisaram o enredo do show para que ele tenha sobrevivido, na tentativa de impulsionar o declínio Classificações. Ele estrelou como Henry Higgs na sitcom de curta duração Selfie, um re-tooling da peça Pygmalion de George Bernard Shaw. No papel, ele se tornou o primeiro líder masculino americano asiático na televisão americana

## Carreira musical
Ele é o vocalista do Viva La Union, a banda de Los Angeles composta por ex-alunos da UCB e da USC. Eles têm um álbum, auto-intitulado, enquanto sua canção "Chinese Baby" é destaque na trilha sonora do filme Uma Viagem Muito Louca.

## Sendo um Asiático em Hollywood
Em outra entrevista com Larry King, Cho indica que ele encontrou a liberdade de ser Harold no filme porque o personagem é contra o "grão" de um asiático americano em ser um diferente americano asiático. De acordo com o Washington Post, Cho afirma que ele experimentou racismo ao longo de sua carreira em Hollywood e que ele tenta assumir papéis que não se enquadram nos pontos de vista dos estereótipos asiáticos. Através de uma entrevista com Glamour, ele respondeu que Hollywood procura seguir tendências e atuar como seguidores da cultura ao invés de iniciar e liderar tendências sociais ou movimentos artísticos, uma das suas maiores frustrações com Hollywood.  Em outra entrevista, ele exclama que ele está "atraído por coisas que os asiáticos americanos não fizeram no cinema". Ele reconhece que ele ainda enfrenta desafios na indústria do cinema de ser uma minoria estatística por causa dos diferentes gêneros de que ele está excluído, como os filmes da história americana.
Quando pediram para ele fazer o sotaque asiático para o filme O Grande Mentiroso, Cho recusou. "Eu não quero fazer esse papel na comédia de um filho, com um sotaque, porque não quero que os jovens riam de um sotaque inadvertidamente", escreveu ele. Em um tweet em 24 de março de 2015, ele disse: "Pare de transformar os papéis asiáticos em brancos. É uma besteira e todos nós sabemos disso". Ao ser o primeiro asiático a jogar uma liderança romântica em uma série de televisão dos EUA, ele descreveu isso como sendo "revolucionário" e uma "revolução pessoal" para ele por causa de sua singularidade em Hollywood. "Os asiáticos narrativamente em shows são insignificantes. Eles são o policial, ou garçonete, ou o que quer que seja. Você vê-los em segundo plano. Então, para estar nesta posição ... é um pouco de marco ", ele disse sobre a incapacidade de os asiáticos receberem esses papéis. Sobre o papel do relacionamento inter-racial em Selfie, que foi uma questão de não-problema no enredo, Cho exclama: "Nem mesmo falar sobre isso é realmente novo e, penso eu, maneira madura de olhar para ele". Ele também afirma: "Há uma razão pela qual ainda temos que chamá-lo de" casting colorblind "em vez de simplesmente lançar.

## Filmografia
| 1997 | Wag the Dog                               | Assessor 3                   |                    |  |  |  |
| 1997 | Shopping for Fangs                        | Clarence                     |                    |  |  |  |
| 1998 | Charmed                                   | Mark Chao                    | Série de TV        |  |  |  |
| 1998 | Yellow                                    | Joey                         | Filme Independente |  |  |  |
| 1999 | American Beauty                           | Vendedor de Casas 1          |                    |  |  |  |
| 1999 | Bowfinger                                 | Faxineiro de Boate           |                    |  |  |  |
| 1999 | American Pie                              | John                         |                    |  |  |  |
| 2000 | The Flintstones in Viva Rock Vegas        | Manobrista do Estacionamento |                    |  |  |  |
| 2001 | American Pie 2                            | John                         |                    |  |  |  |
| 2001 | Evolution                                 | Estudante                    |                    |  |  |  |
| 2001 | Off Centre                                | Chau Presley                 | Série de TV        |  |  |  |
| 2001 | Down to Earth                             | Phil Quon                    |                    |  |  |  |
| 2001 | Pavilion of Women                         | Fengmo Wu                    |                    |  |  |  |
| 2002 | Better Luck Tomorrow                      | Steve Choe                   |                    |  |  |  |
| 2002 | Solaris                                   | Mensageiro Da DBA 1          |                    |  |  |  |
| 2002 | Big Fat Liar                              | Dustin Wong                  |                    |  |  |  |
| 2003 | American Wedding                          | John                         |                    |  |  |  |
| 2003 | Kim Possible                              | Hirotaka (voz)               | Série de TV        |  |  |  |
| 2004 | In Good Company                           | Petey                        |                    |  |  |  |
| 2004 | Harold & Kumar Go to White Castle         | Harold Lee                   |                    |  |  |  |
| 2004 | See This Movie                            | Larry Finkelstein            |                    |  |  |  |
| 2005 | House, M.D.                               | Harvey Park                  | Série de TV        |  |  |  |
| 2005 | Kitchen Confidential                      | Teddy Wong                   | Série de TV        |  |  |  |
| 2006 | American Dreamz                           | Frank Ittles                 |                    |  |  |  |
| 2006 | Bickford Shmeckler's Cool Ideas           | Tom                          |                    |  |  |  |
| 2006 | American Dad!                             | Vince Chung                  | Série de TV        |  |  |  |
| 2006 | Grey's Anatomy                            | Marshall Stone               | Série de TV        |  |  |  |
| 2007 | West 32nd                                 | John Kim                     |                    |  |  |  |
| 2007 | Smiley Face                               | Mikey                        |                    |  |  |  |
| 2007 | How I Met Your Mother                     | Jeff Coatsworth              | Série De TV        |  |  |  |
| 2007 | Ugly Betty                                | Kenny                        | Série De TV        |  |  |  |
| 2007 | 'Til Death                                | Vice Diretor                 | Série De TV        |  |  |  |
| 2008 | Nick and Norah's Infinite Playlist        | Garoto Propaganda            |                    |  |  |  |
| 2008 | Harold & Kumar Escape from Guantanamo Bay | Harold Lee                   |                    |  |  |  |
| 2009 | Star Trek                                 | Hikaru Sulu                  |                    |  |  |  |
| 2009 | FlashForward                              | Demetri Noh                  | Série De TV        |  |  |  |
| 2009 | Saint John of Las Vegas                   | Carnival Human Torch         |                    |  |  |  |
| 2011 | A Very Harold & Kumar Christmas           | Harold Lee                   |                    |  |  |  |
| 2011 | 30 Rock                                   | Lorne                        | Série De TV        |  |  |  |
| 2012 | American Reunion                          | John                         |                    |  |  |  |
| 2012 | Total Recall                              | McClane                      |                    |  |  |  |
| 2012 | Go On                                     | Steven                       | Série De TV        |  |  |  |
| 2013 | Star Trek Into Darkness                   | Hikaru Sulu                  |                    |  |  |  |
| 2013 | Sleepy Hollow                             | Andy Brooks                  | Série De TV        |  |  |  |
| 2014 | Selfie                                    | Henry                        | Série De TV        |  |  |  |
| 2016 | The Exorcist                              | Andy Kim                     | Série De TV        |  |  |  |
| 2016 | Star Trek Beyond                          | HIkaru Sulu                  |                    |  |  |  |
| 2018 | Searching                                 | David Kim                    | Filme              |  |  |  |
| 2021 | Cowboy Bebop                              | Spike Spiegel                | Série De TV        |  |  |  |